# 인 창
인 창(Yin Chang)은 미국의 배우이다.